# Chrono.Naut
Chrono.Naut es un EP del trío inglés Electric Wizard. Fue lanzado originalmente en septiembre de 1997 en formato 10" por el sello estadounidense Man's Ruin Records, y posteriormente sería editado por la misma disquera en CD como un split con Orange Goblin.

## Lista de canciones
Música por Electric Wizard. Letras por Jus Oborn.
| N.º | Título                                  | Duración |  |
| 1.  | «Chrono-Naut (Phase I)»                 | 6:48     |  |
| 2.  | «Chrono-Naut (Phase II-Chaos Revealed)» | 10:18    |  |

## Créditos
| - Jus Oborn – guitarra, voz - Tim Bagshaw – bajo - Mark Greening – batería, percusión | - Grabado por Rolf Startin. - Diseño por Frank Kozik. |